# François-Marie Picaud
François-Marie Picaud, né le 31 janvier 1878 à Josselin dans le Morbihan et mort le 29 mars 1960 à Malestroit dans le même département, est un prélat catholique français. Il est évêque auxiliaire de Vannes à partir de 1925, puis évêque de Bayeux et Lisieux de 1931 à 1954.

## Biographie
Ordonné prêtre le 20 décembre 1900, nommé évêque auxiliaire de Vannes et évêque titulaire d'Erythrae (de) (Asie Mineure) le 15 mai 1925, consacré le 1er juillet 1925. Nommé évêque de Bayeux et Lisieux le 12 septembre 1931. Il fut donc évêque en Normandie durant la période de la Seconde Guerre mondiale, son diocèse subissant de très lourdes destructions. En 1951, il célèbre les obsèques de Mère Agnès de Jésus, supérieure du Carmel et sœur de sainte Thérèse de l'Enfant Jésus et de la Sainte Face. Le 5 août 1954 il se retire, est nommé évêque émérite de Bayeux et Lisieux et évêque titulaire d'Alba Maritima (de) (Dalmatie). Il meurt le 29 mars 1960. Sa devise épiscopale: « In virtute Dei ».